# Expansion de l'islam

L’Europe, l’Afrique du Nord et l’Asie occidentale aux s : l’expansion de l’Islam en nuances vertes.

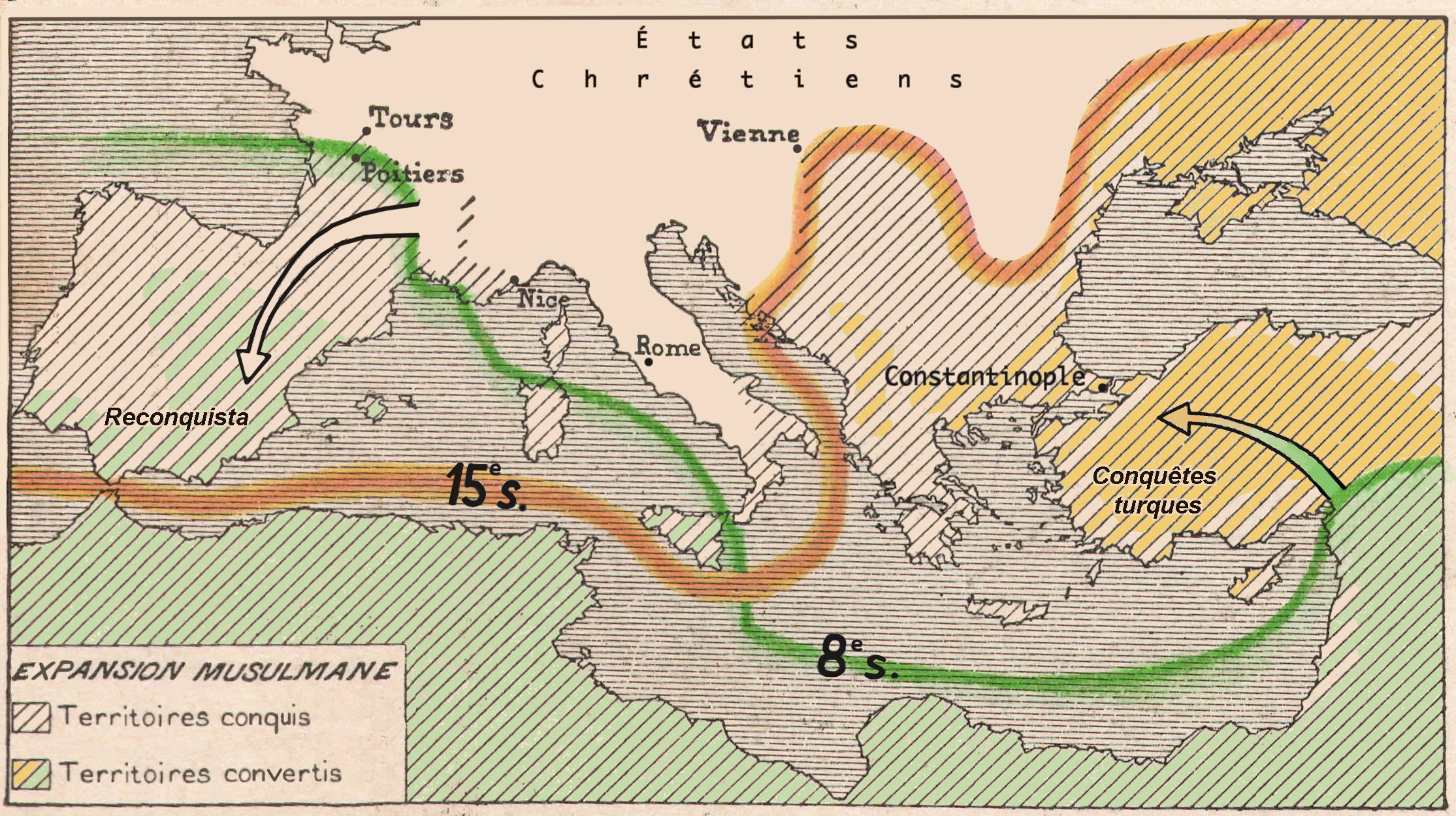
La « bascule du front religieux » du VIIe siècle au XVe siècle en Europe selon l’Atlas de Géographie Moderne (Franz Schrader, Vincent Prudent, Ferdinand Anthoine) 1895 : reconquête chrétienne à l'Ouest, avancée islamique à l'Est.

L’expansion de l’islam désigne la politique de conquête arabe du milieu des années 630 et l’expansion concomitante de l’islam au VIIIe siècle.
Dans les années 631, l’attaque des Arabes contre l’Empire romain d'Orient (395-1204, 1261-1453) et l’Empire sassanide (224-651) débute. Les deux grandes puissances de l’antiquité tardive sont affaiblies par une guerre de longue date l’une contre l’autre qui a dégarni toutes leurs structures de défense provinciales. Les Byzantins perdent en 636 la Palestine et la Syrie, en 640/642 l’Égypte au profit des Arabes. L’Empire perse sassanide s’effondre en 651. Autour de la Méditerranée, alors qu’en Orient les chrétiens résistent en Anatolie (Asie mineure) (jusqu’au XIe siècle) et dans les Balkans (jusqu’au XIVe siècle), en Occident les Arabes attaquent par la mer et conquièrent le Maghreb en 698 puis le royaume wisigoth de la péninsule Ibérique au début du VIIIe siècle.
Plusieurs villes se sont souvent rendues sans combat ou après des négociations avec les conquérants. Les chrétiens, les zoroastriens et les juifs sont autorisés à conserver leur foi en tant que « gens du livre », mais doivent payer des taxes spéciales et accepter des restrictions de leurs croyances religieuses. L’islamisation des territoires conquis s’est déroulée à des vitesses différentes. Un peu plus de 300 ans après la conquête militaire, les musulmans ne constituaient pas la majorité de la population dans de nombreuses parties de l’empire.
L’avancée arabe, arrêtée par l’empire byzantin à l’est, se propage vers le nord dans le Caucase et au-delà, vers les empires des steppes eurasiennes et les Bulgares de la Volga, tandis qu’à l’ouest les Arabes de la péninsule ibérique ne firent que d’éphémères incursions dans l’empire des Francs. Ainsi commença au début du Moyen Âge la division persistante de l’Europe et de la Méditerranée en une partie islamique et une partie chrétienne, laquelle se divisa à son tour au XIe siècle en un Occident latin à suprématie germanique et un Orient grec à suprématie byzantine.

## Contexte
L’islam apparaît en Arabie au début du VIIe siècle sous l’impulsion du prophète Mahomet. À cette époque l’Arabie est sous l’influence de trois empires, les empires sassanide, byzantin et le royaume d'Aksoum situé en dehors des frontières de l’Arabie et qui luttait contre l’Empire himyarite, un empire qui était très influent au Moyen-Orient avant son invasion par les Aksoumites. L’Empire byzantin et le royaume d’Aksoum sont alliés dans une guerre contre l’Empire perse sassanide (voir Guerre perso-byzantine de 602-628). Cette guerre nuit aux axes du commerce de l’ancien monde (route de la soie, route de l'ivoire, des épices, de l'encens et des gemmes) entre Orient et Occident, ce qui profite aux caravaniers et marins de la péninsule Arabique
Des recherches récentes lient la déstabilisation de ces empires à un refroidissement du climat mondial causé par plusieurs explosions volcaniques très importantes. Le changement climatique de 535-536 et la peste de Justinien plongent dès 542 l’Empire byzantin dans une profonde crise.

## Premiers siècles

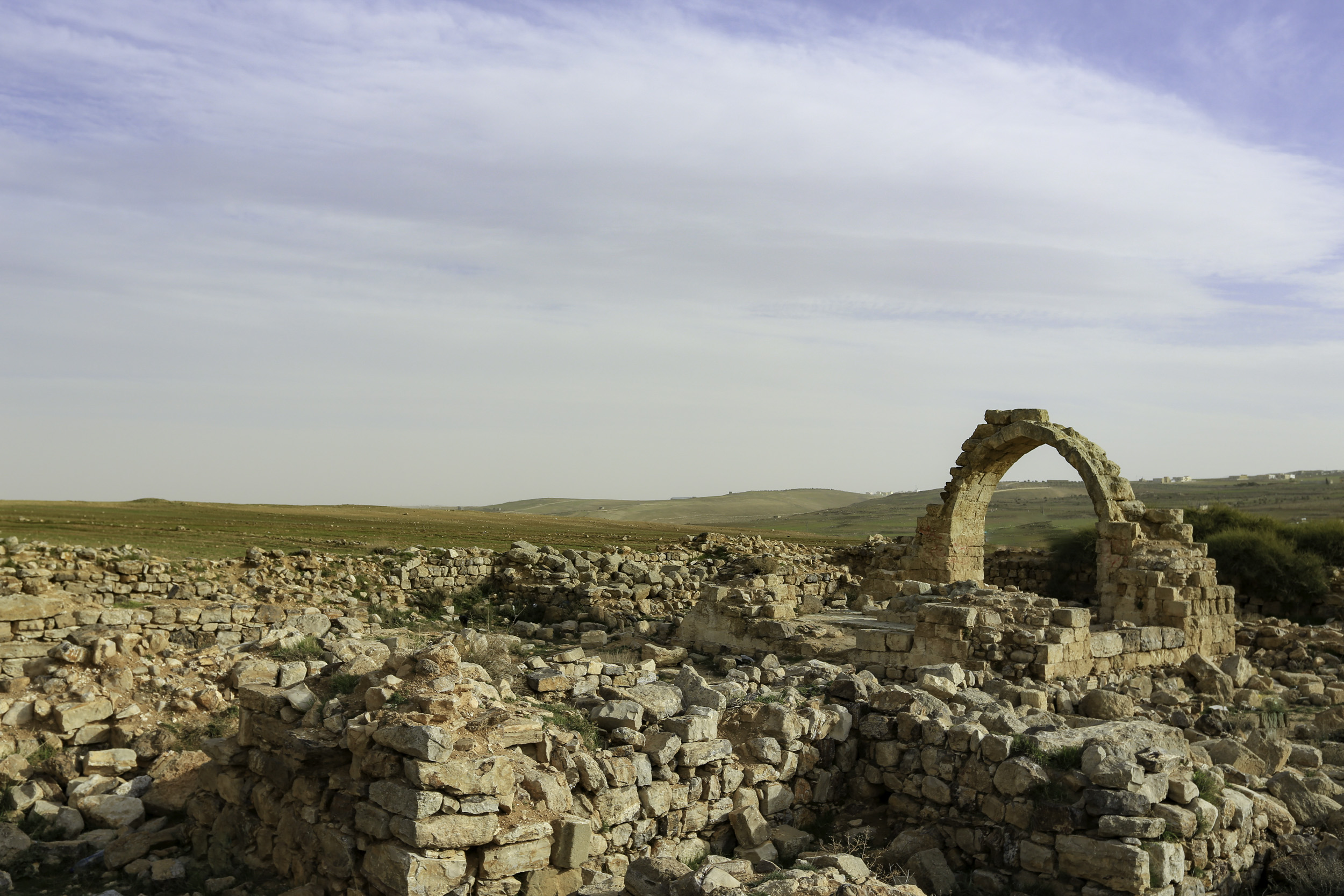
Site archéologique de la bataille de Mu’tah, première bataille opposant les musulmans à l’Empire romain d'Orient.

Ces guerres de conquête contre les anciens empires sassanide et byzantin répondent à différents objectifs : islamisation sans apport financier ou contribution financière sans conversion, Djihad pour prévenir l’Islam de l’expansion du christianisme, recherche de butins lors de razzias notamment par les nomades intégrés dans les armées musulmanes, contrôle des réseaux commerciaux par l’aristocratie marchande arabe qui est à la tête des armées, etc.
Plusieurs causes expliquent le succès des conquêtes musulmanes, la principale étant l’affaiblissement des empires perse et byzantin, qui sortent épuisés de la guerre perso-byzantine (602 à 628). Pour faciliter le maintien de l’ordre, les provinces des deux empires étaient désarmées, ce qui facilite d’autant les victoires militaires des tribus arabes. Enfin, les populations locales souffrent des conséquences des divisions religieuses (querelle des monophysites), des destructions des guerres incessantes et d’oppression fiscale. Le résultat est que tout conquérant est vu comme un libérateur apportant des réponses à ces problèmes sociaux, fiscaux et religieux, les autorités musulmanes allégeant les impôts fonciers et menant une politique initiale de « tolérance islamique » limitée toutefois aux Gens du Livre. Cependant, les problèmes rencontrés par les empires perse et byzantin ne peuvent expliquer à eux seuls la réussite des campagnes militaires musulmanes, le califat sortant d’une guerre civile au moment des premiers conflits.
Un autre élément à prendre en compte est la mobilité des armées arabes, et notamment de la cavalerie légère, qui leur permit de tirer profit du manque de flexibilité des armées perses et byzantines, et donc de prendre le dessus sur des adversaires souvent plus lourdement armés et bien plus nombreux.
Né en Arabie, l’islam s’est étendu par la guerre à la Perse dès 636 (Bataille de Cadésie), puis vers l’Irak, l’Iran, la haute Mésopotamie ; et à l’ouest vers la Syrie, la Palestine et l’Égypte (provinces les plus riches de l’Empire byzantin, qui démarrent son enrichissement matériel).
L’islam pénètre le monde chrétien et gréco-romain peu après la mort du prophète de l’islam Mahomet. Sous les Omeyyades, l’expansion continue, les conquêtes territoriales se faisant par voie terrestre jusqu’en Afrique du Nord amazigh à la fin du VIIe siècle et jusqu’aux côtes espagnoles au début du VIIIe siècle. En 712, certains de leurs conquis berbères menés par Tariq Ibn Zyad voulant son armée constituée à 100 % de berbères (appelés les Maures) franchissent le détroit de Gibraltar (qui doit son nom au conquérant, djebel Tariq "la montagne de Tariq" ; dès leur accostage en terre ibérique, Tariq ibn Ziyad, après avoir ordonné la destruction totale de sa flotte navale par le feu, prononça cette phrase « l’ennemi est devant vous et la mer est derrière vous ») et conquièrent l’Espagne, d’où l’architecture du style mauresque. Ils sont arrêtés à Poitiers en 732 par les troupes du maire du palais, Charles Martel, grand-père du futur Charlemagne.
L’expansion se poursuit ensuite vers l’Asie centrale, Boukhara et Kaboul, et ils atteignent la frontière de l’Indus. Ils entrent en contact avec l’Empire byzantin, au niveau de la mer Caspienne et du Caucase au nord.
L’Empire byzantin contrôle alors la mer Méditerranée, ce qui peut entraver les conquêtes arabes. Les Arabes construisent alors une flotte et attaquent Constantinople à trois reprises, mais sans succès, car le feu grégeois donne un fort avantage tactique aux défenseurs. Ceux-ci, restant maîtres de la mer, bloquent l’expansion musulmane et cessent de commercer avec les Arabes. La mer sera quelque temps une frontière, mais redeviendra rapidement une zone d’échanges. Après une conquête rapide d’un siècle, les frontières ne bougent plus jusqu’au XIe siècle.
Quand les Arabes ont conquis un territoire, ils établissent des camps à part et vivent du fruit de leurs conquêtes et d’impôts (la jizya) versés par les non-musulmans, en échange d’une liberté et d’une protection restreintes. Les musulmans sont enjoints pour leur part de pratiquer la Zakât (aumône au pauvre), un des cinq piliers de l’islam, mais seront, selon les périodes, libres de la pratiquer à leur gré (sans contrôle réel) ou non.
Le VIIIe siècle est marqué par la forte résistance de l’Empire byzantin, mais aussi par une agitation à la fois politique et religieuse à l’intérieur du monde arabo-musulman. L’unification et l’arabisation des territoires conquis (par la langue, la monnaie, l’administration), ainsi que leur islamisation (écoles instituées pour répandre le Coran, juges formés au droit musulman) sont donc entrepris.
Les sécessions politico-religieuses n’en continuent pas moins : les Abbassides fondent Bagdad. Il y a alors un déplacement vers l’est du centre politique arabo-musulman, déviant les flux d’arrivées de l’Extrême-Orient, mais éloignant ainsi le Centre du pan Ouest de l’empire. La tension qui en résulte provoque de nouvelles sécessions dont émergeront trois grandes zones de califats : abbasside, fatimide et andalouse ; il en résulte aussi une émulation religieuse entre les successeurs de Mahomet.
Aux IXe et Xe siècles, l’Empire arabo-musulman ne s’étend plus sous les Abbassides.

## DuVIIeauVIIIesiècle

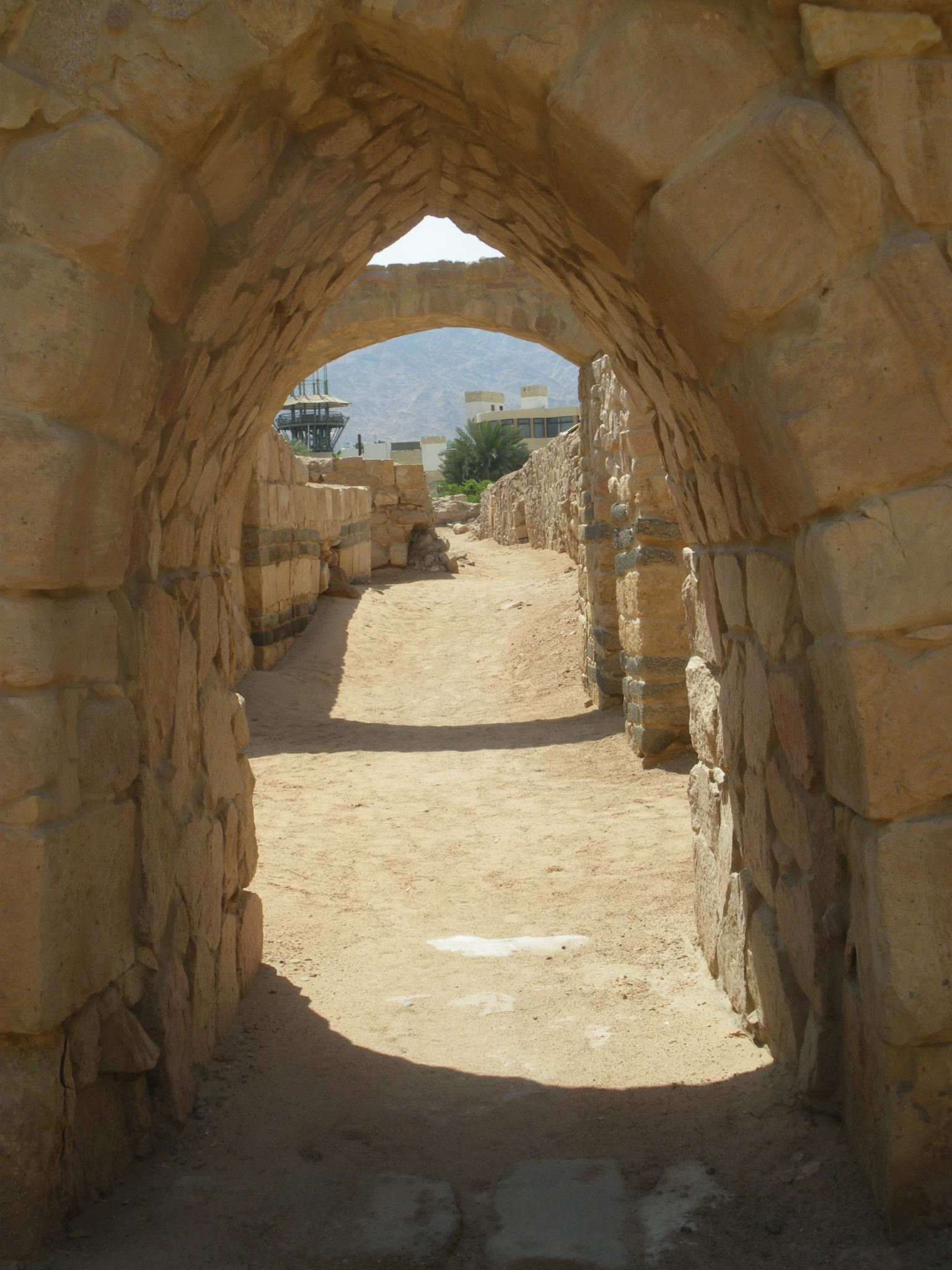
Ruines de la cité musulmane d’Ayla (Aqaba en Jordanie), construite en 650.

Les historiens ont souligné l'importance, la violence et la rapidité de la première conquête qui en un siècle permit rapidement aux Arabes dont, selon certains historiens, « l'état de civilisation était au stade de la tribu, dont les croyances religieuses étaient à peine supérieures au fétichisme et qui passaient leur temps à se faire la guerre, ou à piller les caravanes », de ravir à des empires séculaires et solidement établis un immense espace, du littoral atlantique aux déserts d’Asie centrale. Il faut dire que rien ne préparait les empires byzantin et perse, qui se disputaient la domination du Moyen-Orient et étaient épuisés à la suite de longues luttes, à voir arriver sur ce terrain un troisième adversaire. Héraclius venait de remporter une victoire éclatante contre la Perse de Chosroès, l’Empire romain allait enfin pouvoir se concentrer sur l’Occident et vaincre les Lombards qui menaçaient l’Italie, son avenir semblait assuré par cette victoire sur la Perse qui lui restituait la Syrie, la Palestine et l’Égypte. Héraclius reçut alors les félicitations de l’Inde et des Francs.
Les Byzantins sont pris de court par l’irruption soudaine de cet adversaire nouveau venu d’une région dont ils ne se méfiaient pas, à l’instar de leurs voisins Perses. L’Islam arrache brusquement à l’Empire la Syrie et l’Égypte qu’il croyait sécurisées. Ces conquêtes font l’objet de terribles massacres, en Égypte par exemple, qui subit quatre millions de morts, ou lors de la prise de Jérusalem et du massacre de Mamilla, qui fit d’après différentes sources byzantines entre 24 000 et 90 000 victimes chrétiennes civiles. Après la conquête des côtes, l’Islam devient une puissance maritime, prenant Chypre, puis Rhodes, la Crête, la Sicile, repoussé à Constantinople après un blocus de cinq ans en 677.
Dès la conquête du Maghreb, et ce malgré la résistance berbère dirigée par la Kahina, puis de l’Espagne wisigothique (732) et de la Sicile (827), la Méditerranée occidentale devient un « lac musulman ».
Les raids des corsaires musulmans terrorisent les populations chrétiennes de tout le littoral, et en 846 c’est le sac de Rome, de la Basilique Saint-Pierre.
À l’Ouest, les Francs sont parvenus à les repousser sur terre, mais faute de flotte ne peuvent lutter sur mer; il n’y a guère que Byzance et son feu grégeois pour maintenir sous son contrôle les mers Égée et Adriatique.
Cette domination navale de l’Islam produit un ralentissement considérable du commerce méditerranéen, du moins pour les chrétiens. Il entraîne un isolement de l’Occident latin, que l’on peut constater dans la quasi-disparition des épices; la raréfaction de l’or, qui est remplacé par le denier d’argent sous Pépin le Bref et Charlemagne; le remplacement de l’huile par la cire pour les luminaires; celui du papyrus par le parchemin à la fin du VIIe siècle.
Le monde arabo-musulman, s’il ne se ferme pas totalement au commerce avec les Européens (du moins avec les grandes villes commerçantes italiennes, et les juifs auprès desquels ils s’approvisionnent notamment en esclaves malgré les interdictions répétées en 779, 781 et 845), dédaigne néanmoins la Mare Nostrum et se tourne vers Bagdad et les mondes indien et chinois, bien plus fructueux (illustré par les histoires de marins comme les voyages de Sindibad). Cette fermeture significative du commerce du point de vue européen impose de profonds changements civilisationnels à l’Occident, Pirenne y voit l’une des causes majeures de la chute des mérovingiens, qui tiraient une part substantielle de leurs revenus des taxes sur la circulation des marchandises. Ce déclin, principalement dans le Sud, de l’urbanité et des institutions ecclésiales, avec l’arrêt pendant près de deux siècles de la succession de nombreux sièges épiscopaux et des synodes, l’aristocratie terrienne et régionale supplante les grandes familles sénatoriales qui fournissaient jusque-là l’essentiel du haut personnel ecclésiastique et laïque, et le centre du pouvoir se déplace du pourtour de la Méditerranée vers la Seine et le Rhin, régions plus agricoles et moins dangereuses, d’où provient la dynastie des carolingiens.
Les dernières puissances navales occidentales comme Naples, Gaète, Amalfi et bientôt Venise, sont obligées de traiter avec les musulmans pour garder le contact avec l’Orient et ses richesses, formant un cas d’exception sur le continent européen, où l’idée antique de la civilisation méditerranéenne peut en quelque sorte subsister.

### En Orient

#### Péninsule Arabique

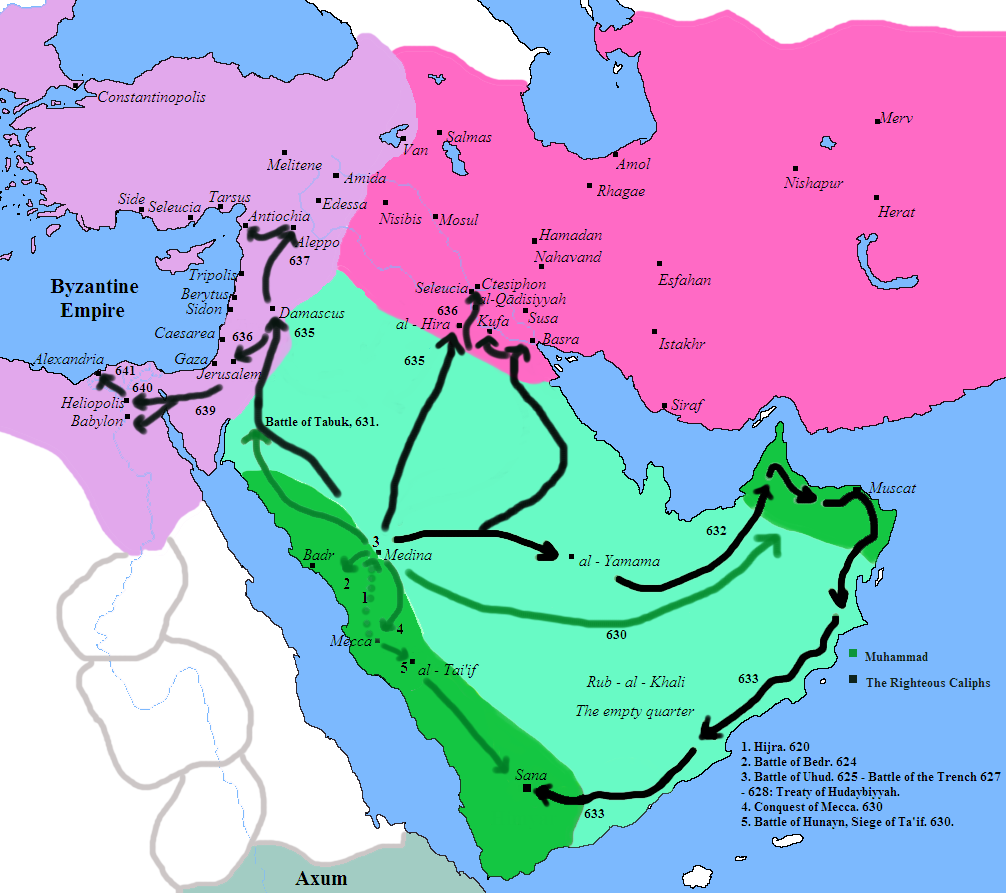
Conquêtes des débuts de l’islam.

On date la révélation du prophète Mahomet à environ 610.
En 622, Mahomet, chassé de la Mecque, se réfugie à Médine ; c’est l’an I de l’hégire.
À partir de cette date, il commence à étendre son audience et son pouvoir (voir tribus musulmanes et juives de Yathrib) et parvient à conquérir La Mecque. À sa mort en 632, il a conquis toute la péninsule Arabique.
L’intense activité militaire et diplomatique qu’a été la Ridda peut être considérée comme la répression d’une apostasie, une reconquête ou une conquête.
Un exemple est le cas particulier de Musaylima (ou Banû Hanifâ), dernière confédération de tribus du Hedjaz à être réfractaire aux demandes musulmanes.
D’autres exemples isolés sont Ayhala le Noir au Yémen, Tulayha al-Asadî dans le Nedjd, et la prophétesse Sajâh des Tamîm et des Taghlib.

#### Proche-Orient
Au Proche-Orient à l’arrivée des Arabes, l’Empire byzantin est fortement affaibli par sa lutte contre les Perses sassanides.
Les Perses ont pris Jérusalem en 614 et l’ont gardée quinze ans, jusqu’en 629. Les musulmans prennent donc une ville affaiblie en 638.

#### Moyen-Orient et Asie centrale

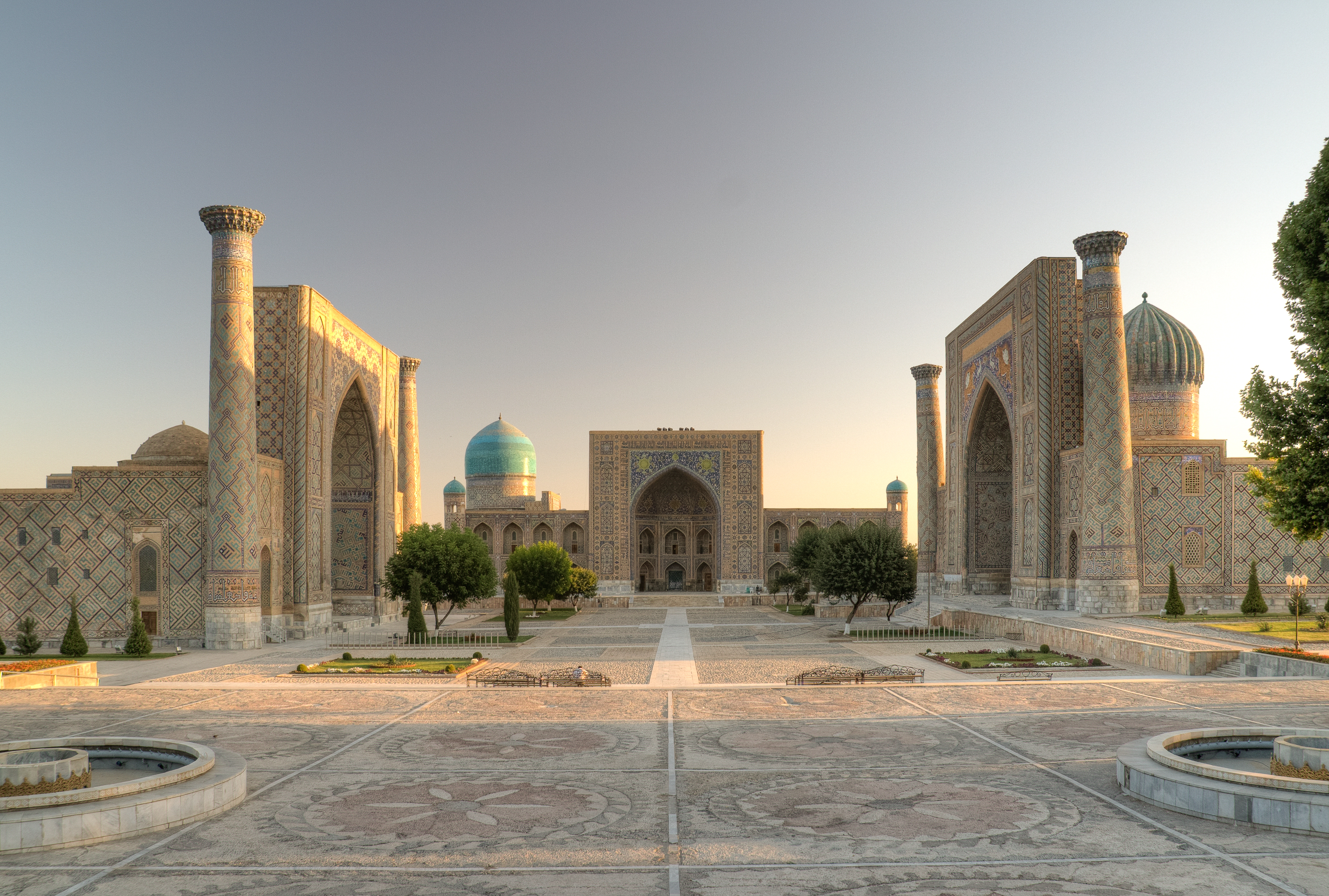
Deux des trois madrasas du Registan à Samarcande.

Les Arabes, menés par les troupes du général Qutayba ben Muslim, conquièrent vers 712 les territoires des actuels Ouzbékistan et Kirghizistan. Ils y entrent au contact avec les Chinois pendant le règne du premier abbasside Abou al-`Abbâs à la victoire de Talas. Ils "apprennent" l’islam aux peuples centre-asiatiques pratiquant jusqu’alors le zoroastrisme.
Le contrôle arabe de l’Asie centrale se consolide à la suite de la bataille de Talas (au Kirghizistan près de la ville actuelle kazakh de Taraz) contre les Chinois en 751. Cette victoire qui marque l’avancée la plus à l’Est des armées arabes est également l’occasion d’acquérir un certain nombre de techniques chinoises dont celle de la fabrication du papier. Lors de la bataille de Talas, les Arabes, victorieux, font prisonniers de nombreux Chinois et récupèrent ainsi le secret. Ils comprennent rapidement l’intérêt de ce nouveau support pour propager l’islam, et Samarcande en devient le tout premier centre de production du papier du monde musulman. Par ailleurs, ils en améliorent la fabrication en incorporant à sa préparation des chiffons. Hâroun ar-Rachîd impose l’usage du papier dans toutes les administrations de l’empire. Le papier arrive alors dans le reste du monde connu et en Occident grâce aux conquêtes arabes en Asie centrale. On le retrouve à Bagdad en 793, au Caire en 900, à Xàtiva (San Felipe, Espagne) en 1056 et enfin en France au début du XIVe siècle.
Les conquérants arabes se frottent aussi à la Perse et vont, à l’est, jusqu’à l’Indus. Quelques populations turques se convertissent à l’islam. Au XIIIe siècle, le monde islamique joue un rôle important pour le commerce entre l’Europe, l’Inde et la Chine, les Arabes ayant, à cette époque et jusqu’à l’arrivée des Portugais en Inde, le monopole du commerce sur la côte de Malabar. Les Arabes naviguent alors par de petits bateaux à voile nommés boutres. Tamerlan (1336-1405), Turc converti à l’islam, fonde un Empire dit mongol mais turc de fait, dont l’existence reste éphémère. L’un de ses successeurs, Babur, restaure l’empire, en Inde surtout, que l’on va nommer moghol. En Inde se produisent nombre de syncrétismes dont la tentative de l’empereur moghol Akbar, qui promulgue l’un des premiers édits de tolérance.
L’expansion de l’islam se poursuit vers l’Asie du Sud-Est et la Chine, tout d’abord par l’intermédiaire des marchands.

### L’Égypte

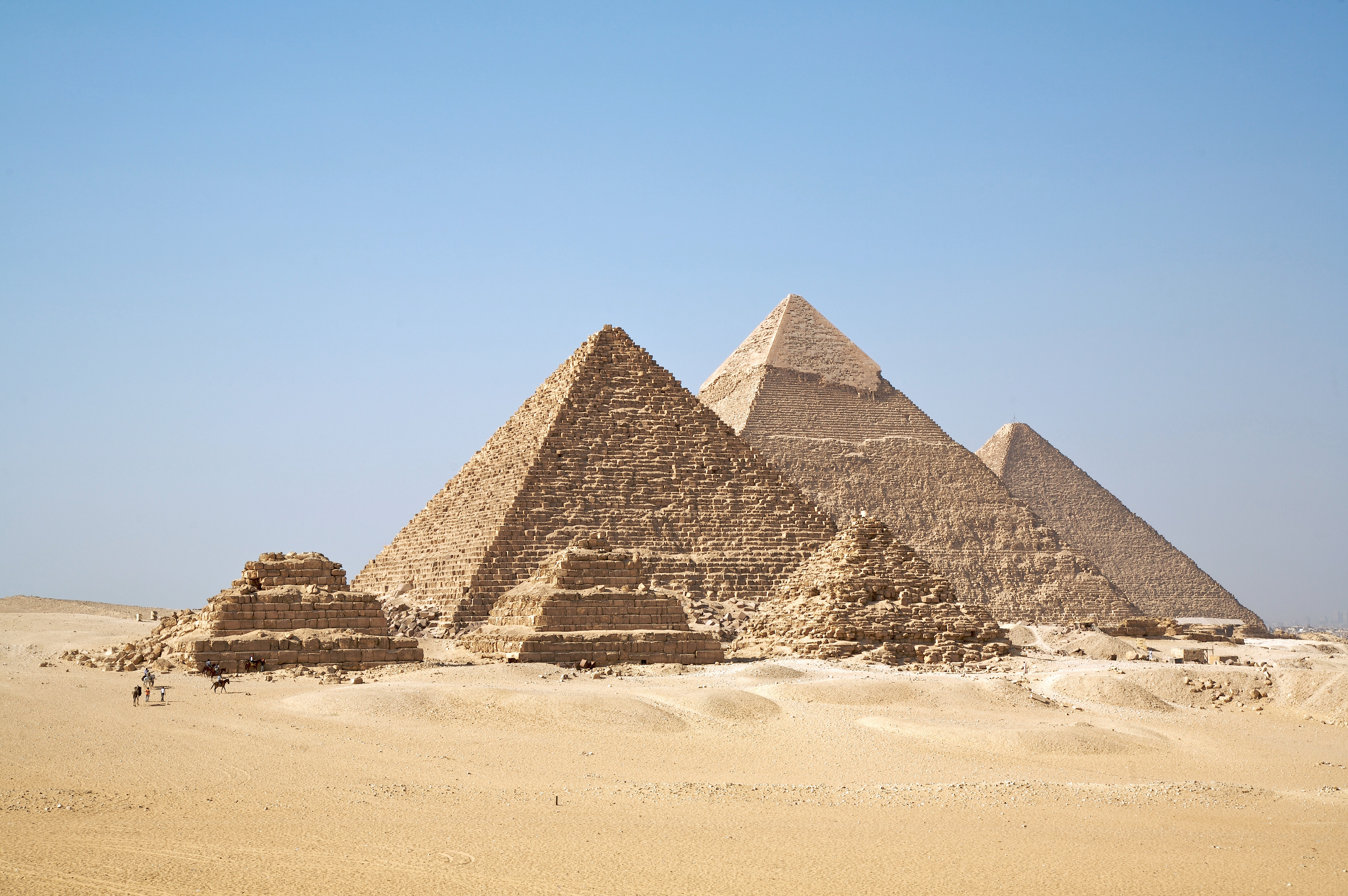
Les pyramides de Gizeh.

Une armée d’environ 4 000 Arabes, dirigée par Amr ibn al-As, a été envoyé par le calife Omar ibn al-Khattâb pour répandre l’Islam dans le pays des anciens pharaons. Les Arabes arrivèrent en Égypte depuis la Palestine en décembre 639 et avancèrent rapidement jusqu’à ce qu’ils atteignent le delta du Nil. Les garnisons impériales se retirèrent dans les villes fortifiées où elles résistèrent avec succès pendant un an ou plus ; mais les Arabes ont demandé des renforts et 5 000 autres soldats sont arrivés en Égypte en 640. Renforcés, ils ont vaincu les Byzantins à la bataille d’Héliopolis. Amr se dirige ensuite vers Alexandrie, qui se rend grâce à un accord signé le 8 novembre 641. Il semble que les Thébaïdes se soient rendus sans résistance en échange de nombreuses concessions islamiques.

### L’Afrique

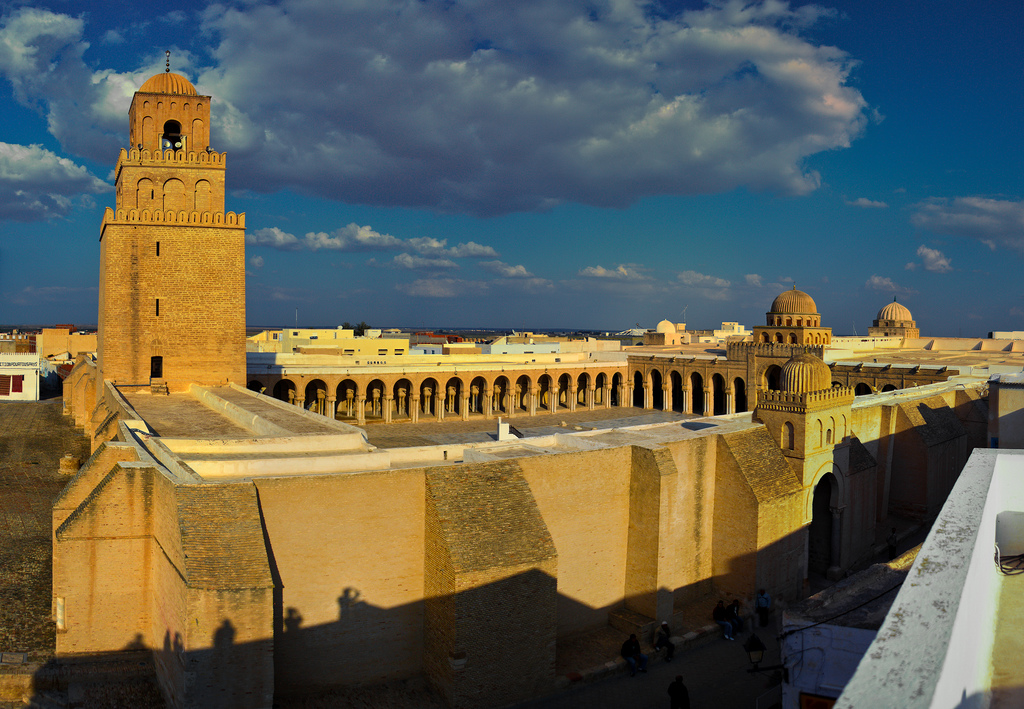
Grande mosquée de Kairouan, fondée en 670 par le général arabe Oqba Ibn Nafaa, Kairouan, Tunisie.

Les troupes d’Oqba Ibn Nafaa entrent en Ifriqya, nom donné à cette ancienne province romaine, mais il se heurte à la résistance de Kusayla, un chef de tribu berbère. Oqba Ibn Nafaa fonde la ville de Kairouan qu’il utilise comme base pour de futures opérations. En 683, lors d’une terrible bataille, Oqba meurt ainsi que la plupart de ses hommes. Kusayla marche alors sur Kairouan, il y règnera près de cinq ans, mais des renforts venus de Syrie destituent le roi.
La conquête du Maghreb reprend et aussitôt un nouveau soulèvement gagne la région des Aurès, Dihya (Kahena) parvient à rassembler plusieurs tribus berbères et repousse provisoirement les soldats musulmans jusqu’en Tripolitaine (l’actuelle Libye). Carthage est prise en 698, la résistance est dominée à partir de 702 et l’Afrique du Nord est « officiellement » conquise en 711. Cette même année, les premiers contingents berbères et arabes passent en Andalousie, dirigés par Tariq ibn Ziyad. À la phase d’organisation militaire de la conquête, va se substituer l’administration d’un territoire encore partiellement insoumis, et non converti.
Le Maroc, région fortement individualisée jusque là, morcelée entre de nombreuses tribus autonomes, connaît avec l’islam pour la première fois une véritable unité par la cohésion religieuse ainsi créée entre les tribus.
Les populations afro-arabo-persanes d’Afrique de l’Est qui commerçaient depuis des siècles avec les Arabes sont islamisées dès le VIIIe siècle. La culture swahilie est à la fois le fruit de ce métissage et de l’islamisation de la région.

### L’Europe

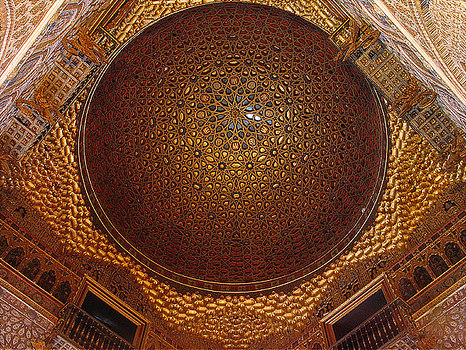
Alcázar de Séville, coupole du salon des Ambassadeurs.

Dès le VIIe siècle, de la péninsule Arabique jusqu’à la péninsule Ibérique en passant par le Maghreb, l’expansion de l’islam se fait selon le principe de la « guerre juste » ou jihad, que l'on ne mène pas au nom des Hommes mais « au nom de Dieu ».
Ces territoires alors chrétiens avaient été le théâtre de luttes intestines entre les églises nicéenne (« catholique et orthodoxe » selon sa propre auto-désignation) et les variantes arianiste et donatistes considérées comme « hérétiques » et, de ce fait, longuement persécutée par le pouvoir impérial. Ce qui explique l’accueil « facile » aux conquérants fait par la majorité d’entre eux au moins en Afrique du Nord. Cette terre hispanique devient le pays d'al-Andalûs pour huit siècles, avec une convivencia plus ou moins tolérante selon les périodes.
En revanche les courants du christianisme ont considéré d’abord très négativement l’émergence de l’islam. Cette nouvelle religion faisait obstacle à leur revendication d’universalisme (« catholique » signifiant universel), et les références aux messages de la Bible leur apparaissaient, ainsi qu’aux Juifs, plutôt comme une hérésie schismatique (pour les courants qui utilisent ce concept) que comme une reconnaissance. Au mieux, l’islam leur apparaissait comme une forme de concurrence légère, partageant sa reconnaissance du Dieu unique, mais réfutant en revanche l’idée de Trinité et ayant par ailleurs besoin d’une évangélisation.
Jusqu’à l’arrivée des Turcs Seldjoukides, pourtant, la cohabitation à Jérusalem se passe sans difficulté majeure, malgré les invasions répétées de l’Europe par des troupes maures se réclamant de l’islam. La situation change totalement avec l’occupation turque, qui entend interdire aux chrétiens le passage vers les lieux saints.
Une tension se crée alors. Pour l’Occident chrétien, le mahométan devient l’infidèle par excellence, et Mahomet (déformé parfois en baphomet) celle d’un démon perfide, qui prêche au nom de Dieu pour détourner les fidèles de la vraie foi. Parfois on l’assimile à l’Antéchrist, parfois plus simplement on rappelle une parole attribuée par les Évangiles à Jésus et mettant en garde contre de faux prophètes qui viendront après lui.
La conquête islamique est motivée :

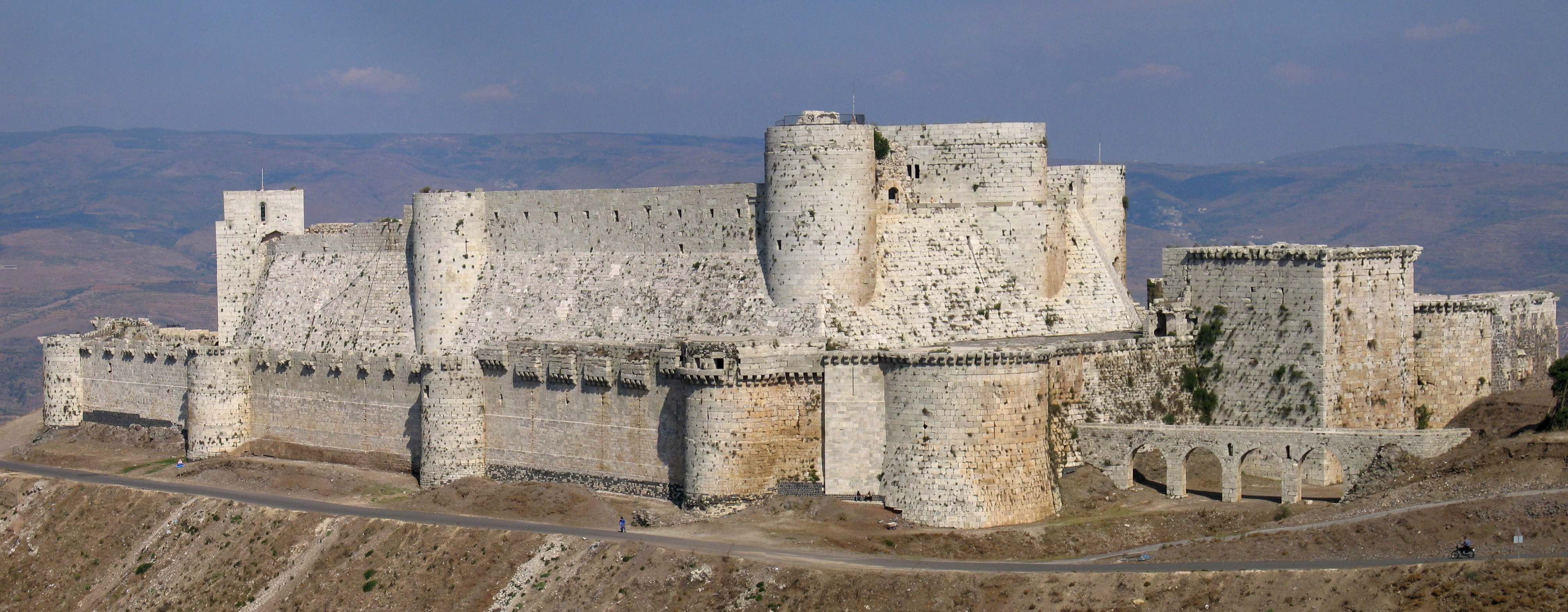
Le Krak des Chevaliers en Syrie.

- pour les chefs de guerre, par l’envie d’étendre leur territoire ;
- pour les populations préparées à cette fin, par une nécessité perçue de répandre la « vraie foi ».

L’acmé de la civilisation musulmane (sur le plan du développement scientifique et technique) se situe aux VIIIe et XIIIe siècles.
Les bénéfices culturels et techniques retirés par les territoires occidentaux issus de l’expansion musulmane sont objet d’un débat d’historiens concernant les transmissions.

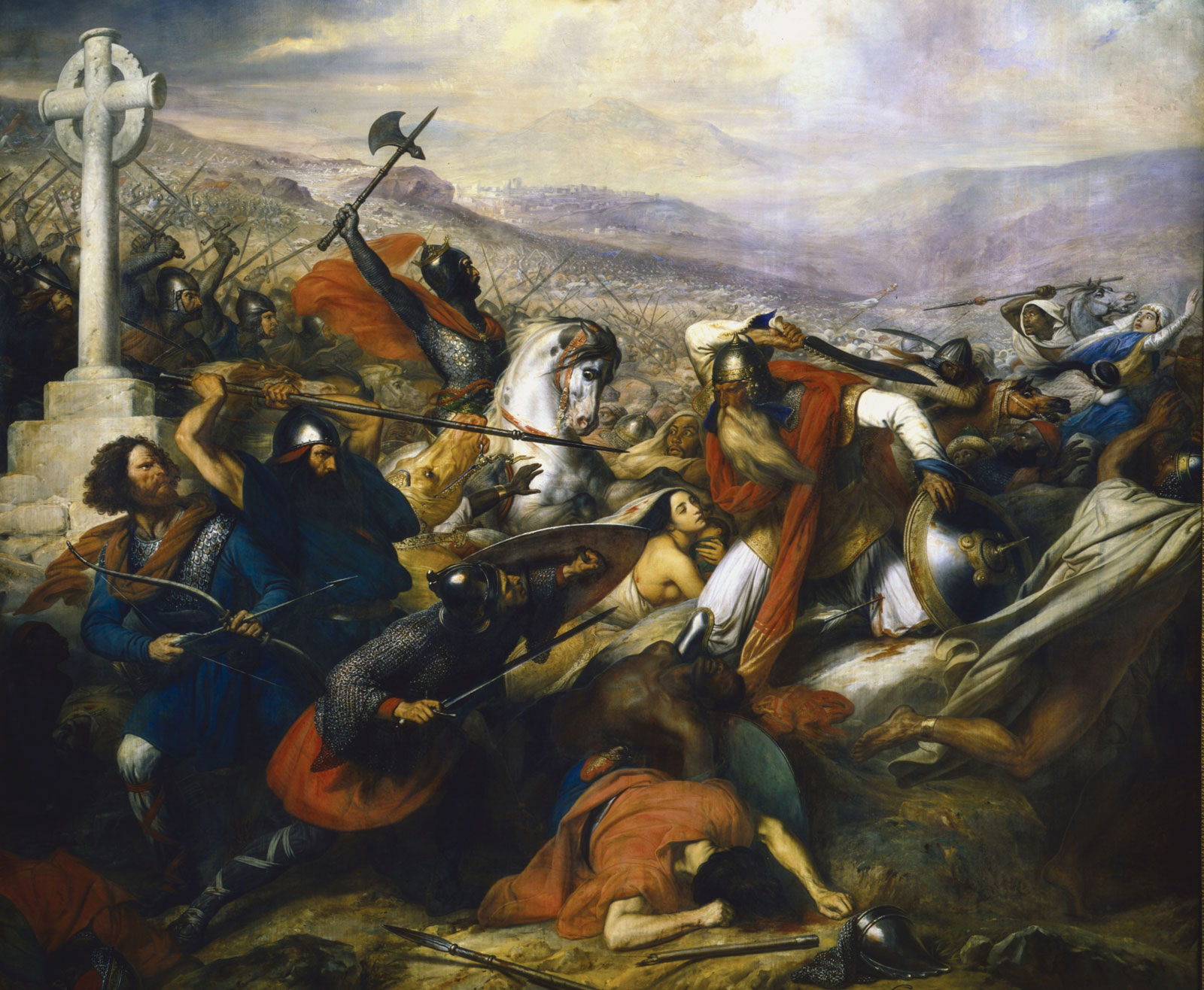
Bataille de Poitiers, en octobre 732.

Autant que la victoire de 732 par Charles Martel, il arrête le raid militaire d’Abd al-Rahman vers Saint Martin de Tours à Poitiers, c’est l’échec du siège de Constantinople qui cesse la progression des armées arabes. Les établissements maures perdureront longtemps sur les rives ouest Européennes de la Méditerranée : la Sicile fut conquise à partir de 827, Malte en 870, les Baléares en 902.
On connaîtra le mouvement inverse de « guerre juste » aussi, quelques siècles plus tard, dans la Reconquista de la péninsule ibérique qui débute véritablement à la bataille de Las Navas de Tolosa, la première victoire de cette campagne, et s’achève au XVe siècle par la conquête des derniers reinos de Taïfa en 1492 (conquête de Grenade). Cette date correspond aussi selon Arnold Joseph Toynbee à l’extermination des derniers noyaux de résistance chrétienne en Égypte. Quelques croisades préalables destinées à reconquérir le tombeau du Christ avaient rouvert aux pays chrétiens la route des épices en s’emparant des échelles du Levant tel le port d’Ascalon, en Palestine.

### L’Inde

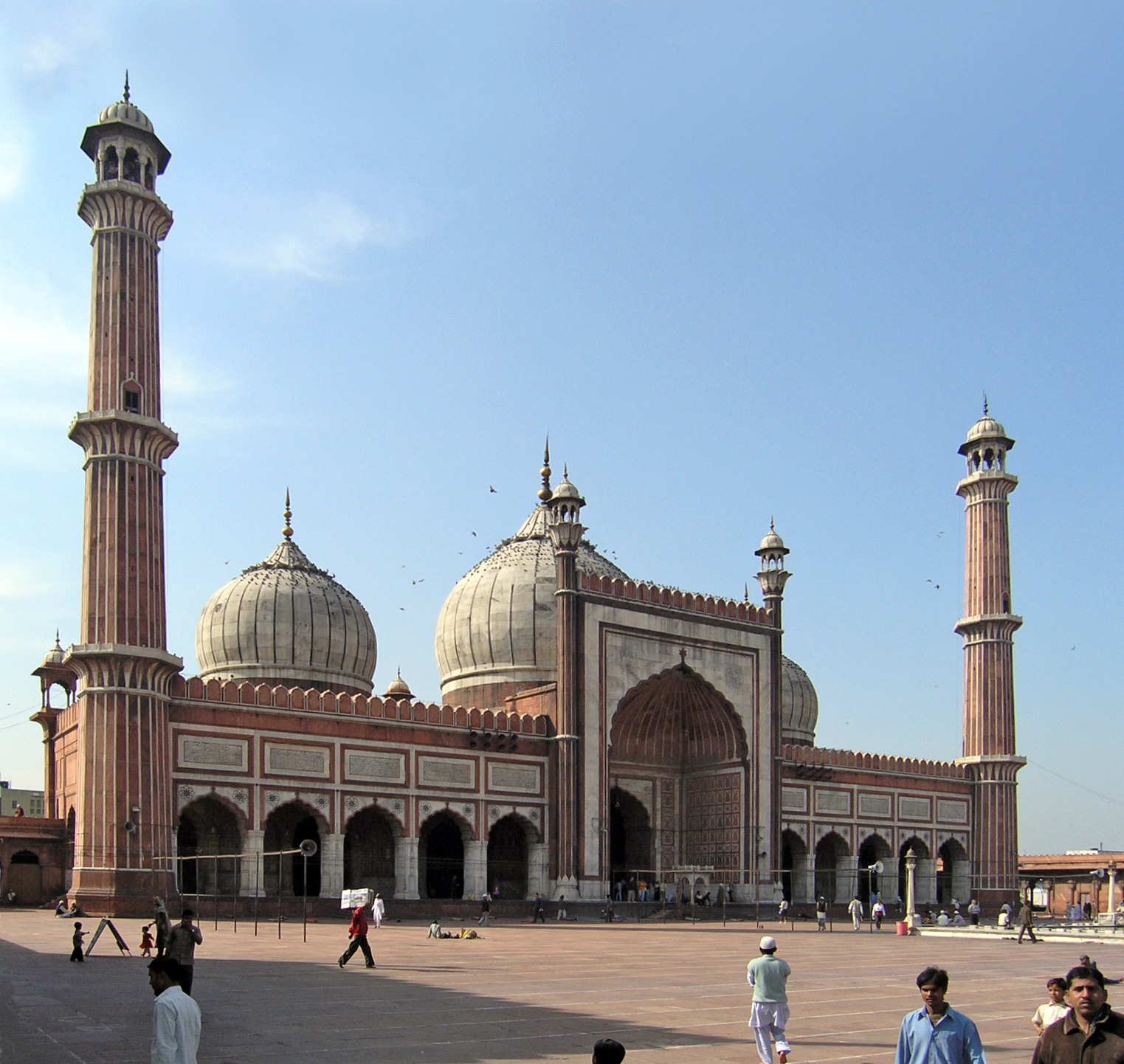
Jama Masjid ou Grande Mosquée, à Delhi.

L’histoire de l’islam aux Indes ne s’arrête pas aux frontières de l’Inde dans ses frontières de 1947 et de 1971. Elle est inséparable de la progression musulmane dans le sous-continent indien dans son ensemble. On date la percée musulmane par les Arabes en 711. Le XIe siècle incarne le début de la véritable expansion de l’Islam en Inde, notamment avec l’arrivée de nombreuses tribus turco-mongoles musulmanes, dans le sillage de l’empire de Gengis Khan et le chaos des invasions mongoles en Asie centrale.
En 1414, Sayyîd s’empare du trône de Delhi, puis Bahlul fonde la lignée des Lodi en 1451. En 1526 la dynastie des Lodi s’éteint, victime des conquêtes lancées par Babur, descendant de Tamerlan. Il fonde ce qui deviendra l’Empire moghol, dernière dynastie régnante de l’Inde, qui parviendra à mettre la quasi-totalité du sous-continent indien sous la domination de souverains musulmans. Cette période prendra fin avec la colonisation britannique.

### La conquête ottomane

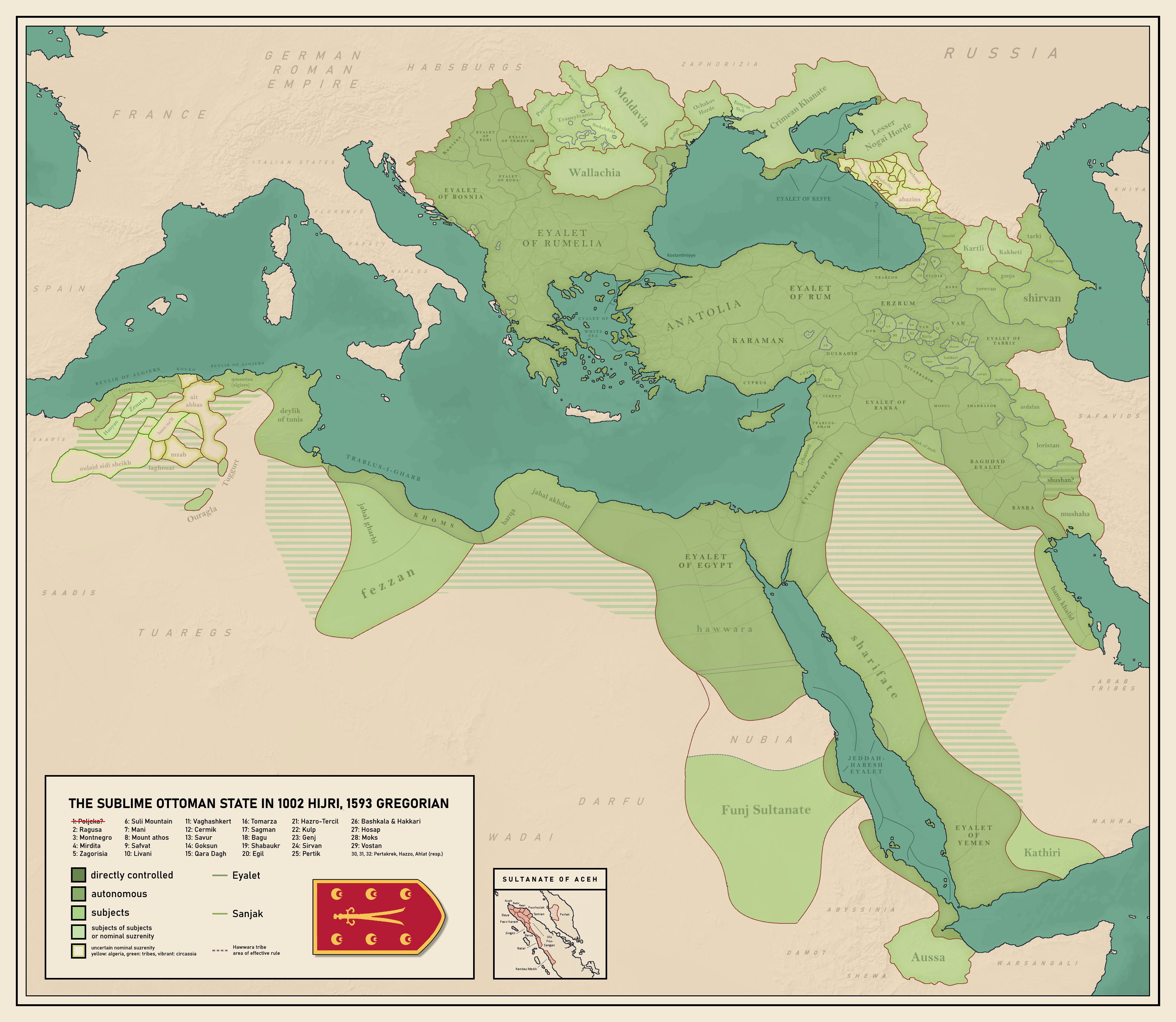
Conquêtes de l’Empire ottoman.

Au IXe siècle, on note la progression de peuples turco-mongols de la région des montagnes Altaï et du lac Baïkal vers l’ouest; ces peuples s’islamisent progressivement. Par la suite, appelées en renfort par le calife abbasside pour calmer les agitations, des populations turques appelées Seldjoukides s’installent à Bagdad au XIe siècle.
L’islam s’étend en Asie Mineure et en Inde. Un prince afghan converti à l’islam instaure un sultanat en Inde. Il y a différentes influentes familles dans les tribus turques en Asie Mineure, et la famille Osman, implantée près d’Istanbul, va entreprendre la conquête de l’Asie Mineure et des Balkans. Constantinople tombe en 1453. L’expansion de l’islam en Europe a été le fait des Ottomans en particulier sur les Albanais et sur les Slaves de Bosnie adeptes du bogomilisme.

## Époque contemporaine

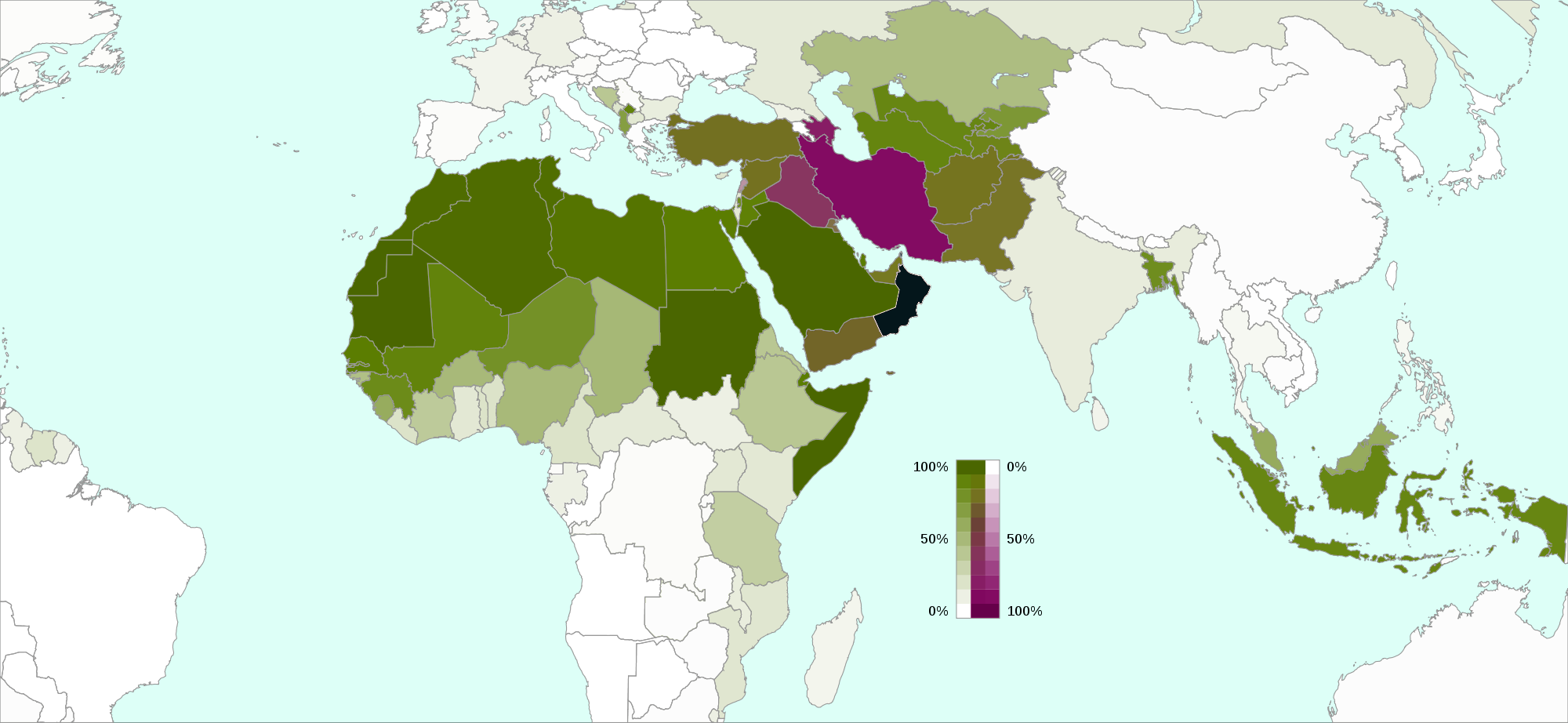
Carte des pays musulmans au début du XXIe siècle.

En 2010, le nombre de musulmans dans le monde est estimé à 1,6 milliard, soit 23,2 % de la population mondiale.
Depuis leur indépendance, certains pays de la bande sahélienne d’Afrique noire ont noué des relations religieuses avec les pays arabes musulmans (Niger, Mali, Tchad) plutôt qu’avec les anciens colonisateurs. Les Africains du Sahel et les Arabes musulmans avaient des contacts approfondis des siècles avant l’arrivée des Européens car les caravanes de chameaux menées par les Arabes, transportaient des esclaves noirs, le sel, l’or et l’ivoire à travers le Sahara. La facilité de diffusion de l’islam en Afrique s’explique aussi par le fait que ce sont les pays du Golfe, finançant la construction de Mosquées et de madrassas, et non plus des évangélisateurs comme dans le cas du christianisme. Il est à noter qu’il y a très peu d’échanges religieux entre les pays du Nord et du Sud du Sahel. En revanche, la rivalité entre les pays sahéliens d’Afrique Noire, et la bande côtière, datent de bien avant la colonisation, et ont un fond ethnique lié à la pratique de l’esclavage des noirs notamment.
Cette expansion est aussi source de tensions et de conflits. En Côte d’Ivoire ou au Nigeria, par exemple, l’opposition entre les populations musulmanes dans le nord du pays et les populations chrétiennes du sud alimente une instabilité permanente qui peut aller jusqu’au conflit armé à l’échelle nationale (Côte d’Ivoire) ou en tout cas à des attaques et représailles dans les régions « mixtes » (Nigeria). Aux questions religieuses se greffent cependant des intérêts économiques et politiques (partage des richesses et du pouvoir politique) dans la genèse des affrontements.
La diffusion de l’islam hors du monde arabo-musulman traditionnel s’explique aussi en partie par la croissance des flux migratoires à partir des pays de religion et de culture musulmane. C’est le cas dans les pays occidentaux où l’immigration de populations musulmanes s’est développée depuis les années 1950. Cette immigration a un impact aussi bien démographique, ethnique, religieux, culturel, sécuritaire, et politique dans les pays occidentaux.
L’islam continue aussi sa diffusion vers l’est en Asie. En Indonésie notamment, l’islam, arrivé avec des marchands arabes, indiens et chinois qui faisaient escales dans les ports de Java et Sumatra depuis au moins le XIIe siècle, a eu une progression plutôt lente. De nos jours, 88 % de la population indonésienne est administrativement enregistrée comme musulmane.

### Projections
Une étude conduite en 2015 par le Pew Research Center s’attache à établir l’évolution des religions dans la population mondiale. Le tableau ci-dessous indique le pourcentage de musulmans dans les différentes régions du monde de 2010 à 2050.
| Région                                         | 2010   | 2020   | 2030   | 2040   | 2050   |
| ---------------------------------------------- | ------ | ------ | ------ | ------ | ------ |
| Afrique du Nord et Moyen-Orient                | 93,0 % | 93,1 % | 93,3 % | 93,5 % | 93,7 % |
| Afrique subsaharienne                          | 30,2 % | 31,4 % | 32,8 % | 34,1 % | 35,2 % |
| Asie et Océanie                                | 24,3 % | 25,7 % | 27,0 % | 28,3 % | 29,5 % |
| Europe (sans la Turquie)                       | 5,9 %  | 6,8 %  | 7,8 %  | 9,0 %  | 10,2 % |
| Amérique du Nord (États-Unis et Canada)        | 1,0 %  | 1,3 %  | 1,7 %  | 2,0 %  | 2,4 %  |
| Amérique du Sud, Amérique centrale et Caraïbes | 0,1 %  | 0,1 %  | 0,1 %  | 0,1 %  | 0,1 %  |
| Monde                                          | 23,2 % | 24,9 % | 26,5 % | 28,1 % | 29,7 % |

Si les tendances démographiques actuelles se poursuivent, l’islam pourrait dépasser le christianisme et devenir la première religion au monde d’ici 2070.
Cette croissance continue de l’islam s’explique par le fait que les musulmans sont en moyenne plus jeunes et ont plus d’enfants que les membres des autres religions.

## Repères chronologiques
- 525 : Les Abyssins chrétiens, à la demande de l’empereur byzantin Justin Ier, envoient une armée contre Dhu Nuwas et conquièrent le Yémen (appelé à l’époque Empire hymarite).
- 531 : Début du règne de Khosro Ier en Perse.
- 535 : Abraha, le vice-roi des Abyssins devient le souverain du Yémen indépendant.
- 570 : Date traditionnelle de la naissance de Mahomet à laquelle coïncide l’année de l’éléphant au cours de laquelle Abraha lance son armée contre la ville de La Mecque. Bien que l’évènement relaté par le Coran s’avère historique, la date exacte de cette attaque avancée par la tradition (570) ne peut encore être confirmée ou infirmée de manière certaine (celle de 553 proposée par le savant israélien M. J. Kister en 1965 n’est plus admise)[23].
- 575 : Les Sassanides conquièrent le Yémen.
- 589 : Début du règne de Khosro II en Perse.
- 590 : Othmân ibn al-Houwaïrith (en) tente de nouer une alliance avec Byzance pour prendre le pouvoir à La Mecque et y instaurer le Monothéisme.
- 595 : Mahomet se marie avec Khadija, la seule femme avec qui il n’avait pas de co-épouse(s) et qui lui donnera des enfants qui ne décèderont pas en bas âges.
- 608 : Reconstruction de la Kaaba, Mahomet est choisi pour y placer la pierre noire.
- 610 :
  - Avènement d’Héraclius comme empereur de Byzance.
  - Dans la grotte de Hira, le prophète reçoit la première révélation (en) par l’intermédiaire de l’archange Djibril.
- 613 : Après une seconde révélation, Mahomet sait désormais qu’il doit s’évertuer à transmettre la parole divine au plus grand nombre. C’est le début de la prédication publique de l’Islam.
- 614 : Les Sassanides s’emparent de Damas.
- 615 : Première Hijra de musulmans vers l’Abyssinie (terre chrétienne) pour fuir les persécutions des Quraychites. Le négus Armah les reçoit et leur accorde sa protection.
- 619 : Année de la tristesse, au cours de laquelle le prophète Mahomet perd son épouse Khadija bint Khuwaylid ainsi que son oncle Abû Tâlib qui le protégeait de ses ennemis.
- 620 : Isra et Miraj.
- 621 : Premier pacte d’al-Aqaba.
- 622 :
  - L’Hégire. Le début du calendrier musulman correspond à la fuite de Muḥammad chassé de la Mecque qui se réfugie à Yathrib, future Médine.
  - Héraclius remporte plusieurs batailles face aux Sassanides, notamment en Cappadoce.
- 623 : Mariage du prophète Mahomet avec Aïcha.
- 624 : La Qibla passe de Jérusalem à La Mecque (voir explication dans la sourate Al-Baqara).
- 628 :
  - Des émissaires sont envoyés en Égypte, en Perse, à Byzance, au Yémen et dans d’autres contrées pour répandre l’Islam, certains d’entre eux rencontrent du succès, d’autres non.
  - Pacte d’Al-Ḥudaybiya (Houdaibiya)
  - Après la bataille de Khaybar, une femme juive de la tribu des Banu Nadir dont les parents avaient été exécutés tente d’empoisonner Mahomet avec une épaule de mouton. Celui-ci survit mais tombe désormais malade à chaque anniversaire de l’évènement.
- 629 :
  - Les musulmans effectuent librement le Hajj pour la première fois. Encouragé par le prophète, Bilal effectue l’Adhan debout sur la Kaaba et devient ainsi le premier muezzin.
  - Après la mort de Khosros II, l’anarchie se développe en Perse.
  - Premier affrontement entre arabes et byzantins à l’occasion de la bataille de Mu’tah.
- 630 : Prise de La Mecque après 8 ans de conflit avec les tribus Quraychites de la Mecque. La Kaaba est vidée de ses idoles, les tribus arabes se convertissent à l’islam et la zakât est prélevée pour la première fois dans la nouvelle société.
- 632 : Date traditionnelle de mort de Mahomet.
- 634 : Début des guerres arabo-byzantines.
- Après 634 : Date possible de mort de Mahomet.
- 632-661 : Les quatre premiers califes et le début de l’expansion au Proche-Orient et en Égypte.
- 637 : Prise de Jérusalem. Le calife Omar ordonne le déblaiement du mont du Temple, laissé en ruine par les Romains.
- 641 : Fin du règne d’Héraclius à Constantinople.
- 642 : les musulmans, menés par Amr ibn al-As, pénètrent en Égypte.
- 650 : Le Qorʾān est collationné et rédigé pour la première fois dans sa forme canonique.
- 651 : Othmân envoie Sa`d ibn Abi Waqqas auprès de l’empereur Tang Gaozong, pour introduire l’islam en Chine.
- 656 :
  - Le calife Othmân, meurt assassiné après un siège de 49 jours (en), permettant ainsi à Ali d’accéder au Califat.
  - Ali est contesté par sa belle-mère Aïcha, c’est le début de la première fitna. Il sort vainqueur de la bataille du chameau mais le gouverneur de Syrie, Muawiya refuse de lui prêter allégeance, prétendant qu’en ne vengeant pas Othmân, il est peut-être derrière son assassinat.
- 657 : Muawiya, qui bénéficie du soutien d’Amr ibn al-As, devenu gouverneur d’Égypte, décide d’affronter Ali. À l’issue de la bataille de Siffin, où les deux armées ne parviennent pas à se départager, un accord de paix très contesté, au terme duquel Ali fait don du califat à Muawiya, est signé.
- 661 : Assassinat d’Ali, son fils Hassan lui succède à la tête de ses partisans.
- 661-750 : Califat des Omeyyades, fondé sur la succession dynastique instaurée par Muawiya (et qui écarte donc des affaires politiques la famille élargie du prophète et les descendants d’Ali).
- 667 : L’Islam atteint l’Asie centrale - entre autres - par le commerce.
- 669 : Hassan meurt, son frère Hussein, second fils d’Ali, prend le relais et devient ainsi le troisième imam dans la tradition chiite.
- 670 : L’Islam pénètre l’actuel Maghreb.
- 680 : Hussein défie Yazid, fils de Muawiya et nouveau calife omeyyade. Il lance une insurrection depuis la ville de Koufa dans l’Irak actuelle, mais il tombe dans une embuscade à Kerbala, où il est massacré par l’armée omeyyade avec sa famille et 72 de ses hommes. Cet épisode connu sous le nom de bataille de Kerbala, est l’évènement fondateur du chiisme et a donné lieu à un culte du martyr connu sous le nom d’Achoura, qui est commémoré chaque année par des flagellations rituelles.
- 684 : La Kaaba est touchée par une flèche enflammée et reconstruite dans de plus amples dimensions par Abd Allah ibn az-Zubayr.
- 691 : Construction de la mosquée al-Aqsa à Jérusalem.
- 698 : Chute de Carthage.
- 706-715 : Construction de la Grande Mosquée des Omeyyades à Damas.
- 711 : Débarquement en Espagne, amorce de la Conquista mauresque.
- 717 : L’Islam atteint les Pyrénées.
- 718 :
  - Pélage est élu roi des Asturies.
  - Échec du siège de Constantinople par les Arabes.
- 721 : première défaite musulmane sur le continent européen.
- 722 : Pélage vainc les Omeyyades à la bataille de Covadonga, initiant ainsi la Reconquista.
- 732 : Défaite arabo-berbère contre Charles Martel à Poitiers.
- 739-743 : Grande révolte berbère au Maghreb, la majeure partie de celui-ci échappant définitivement au Califat.
- 750-1258 : Dynastie des Abbassides (Bagdad siège du califat).
- 767 : Mort d’Abû Hanîfa, le fondateur du madhhab hanafite (le plus suivi à l’heure actuelle selon l’Université de Caroline du Nord[24]).
- 771 : Achèvement des conquêtes de l’Indus et de l’Espagne.
- 783-1258 : Âge d’or islamique.
- 795 : Mort de Malik, le fondateur du madhhab malikite.
- 820 : Mort de Shâfi’î, le fondateur du madhhab chaféite.
- 855 : Mort d’Ibn Hanbal, le fondateur du madhhab hanbalite.
- 859 : Début de la construction d’Al Quaraouiyine, la première université au monde.
- 870 : Mort d’al-Boukhârî.
- 874 : Mort de Hasan al-Askari, onzième imam dans la tradition chiite.
- 874-941 : Occultation mineure du douzième imam chiite, Muhammad al-Mahdi, qui transmet ses recommandation par le biais de quatre intermédiaires.
- 909 : Les Fatimides conquièrent Raqqada, la capitale des Aghlabides et y établissent un califat chiite ismaélien.
- 941 : Après la mort de son quatrième intermédiaire, Ali Ibn Mohammad Sammari, le douzième imam ne peut plus communiquer avec les chiites. C’est le début de la thèse de l’Occultation majeure. Ce dernier est désormais censé resté cacher jusqu’à la fin des temps, lors de laquelle il est censé réapparaître sous la forme du Mahdi (pour les chiites duodécimains).
- 969 : Profitant de la faiblesse de l’État abbasside, les Fatimides s’emparent de l’Égypte et y fondent leur nouvelle capitale, Le Caire.
- 1000 : Début des conquêtes en Inde par des souverains turco-musulmans.
- 1037 : Mort du penseur Ibn Sina (Avicenne).
- 1071 : Bataille de Manzikert.
- 1073 : Après deux ans de siège[25], les Seldjoukides s’emparent de Jérusalem aux dépens des Fatimides[26] et y interdisent le pèlerinage chrétien (cause de la première croisade).
- 1099 : Prise de Jérusalem par les croisés.
- 1171 : Après la mort d’Al-Adid, le dernier calife Fatimide, Saladin fait définitivement main basse sur l’Égypte qui retourne ainsi dans le giron sunnite.
- 1187 : Saladin reprend Jérusalem aux croisés.
- 1198 : Mort du philosophe Ibn Rouchd (Averroès).
- 1250-1517 : Dynastie des Mamelouks en Égypte.
- 1258 : Destruction de Bagdad par les Mongols, fin des Abbassides. Dynastie des Ilkhans mongols.
- 1260 : La bataille d’Aïn Djalout met un frein à l’avancée mongole.
- 1291 : La victoire d’Al-Ashraf Khalil lors du siège de Saint-Jean-d'Acre marque la fin des États latins d'Orient.
- 1297 : Mort du sultan Malik as-Salih de Pasai, premier royaume musulman indonésien (Sumatra).
- 1328 : Mort d’Ibn Taymiyya, considéré comme un Mujaddid par les hanbalites.
- 1349 : Fondation de la Madrasa de Grenade.
- 1416 : Des musulmans chinois, emmenés par Ma Huan fondent les colonies de Java.
- 1419 : Le roi de Malacca se convertit à l’islam.
- 1453-1571 : Apogée de l’Empire ottoman, entre la prise de Constantinople (Istanbul) et la défaite navale de Lépante.
- 1492 : Chute du royaume de Grenade, fin de la reconquête chrétienne en Espagne.
- 1501 : Fondation de la dynastie safavide par Ismaïl Ier ; le chiisme duodécimain devient religion d’État en Perse.
- 1502 : Les Maures qui avaient pu garder leur religion après la prise de Grenade sont désormais forcés de se convertir au christianisme, dans un contexte d’Inquisition.
- 1550 : Arrivée de l’Islam à Bornéo.
- 1556 : Mort de Soliman le Magnifique.
- 1609 : Début de l’expulsion des Morisques d’Espagne.
- 1683 : défaite décisive des Turcs ottomans devant Vienne. L’Empire ottoman commence un lent déclin.
- 1798 : Arrivée de Bonaparte en Égypte. Celui-ci adopte une stratégie en demi-teinte, se déclarant « l'ami du sultan ainsi que du peuple égyptien, mais l'ennemi des mamelouks qui se comportent comme en pays conquis », et faisant proclamer cette déclaration dans tout le pays.
- 1830 : Début de la conquête française de l'Algérie.
- 1881 :
  - Début du mouvement mahdiste au Soudan.
  - Protectorat français en Tunisie.
- 1882 : Protectorat britannique sur l’Égypte.
- 1883-1887 : Les Mahdistes chassent les britanniques du Soudan.
- 1899 : Fin de la Guerre des mahdistes, dont la couronne sort vainqueur.
- 1907-1937 : Défaite du Maroc lors de la Troisième guerre du Maroc Protectorat franco-espagnol au Maroc.
- 1911 : Début de la conquête italienne en Libye.
- 1920 : mandat français sur la Syrie, le Liban ; mandat britannique sur la Palestine mandataire et l’Irak.
- 1921-1926 : Guerre du Rif au Maroc.
- 1922 : Indépendance de l’Égypte.
- 1924 : Abolition du califat en Turquie par Mustafa Kemal.
- 1928 : Fondation en Égypte du mouvement des Frères musulmans.
- 1932 : Les territoires conquis par Abd al-Azi ibn Saoud deviennent le royaume d’Arabie saoudite.
- 1935 : La Perse prend officiellement le nom d’Iran.
- 1951 : Indépendance de la Libye.
- 1953 : Agrandissement de la mosquée du Prophète à Médine.
- 1956 : Indépendance de la Tunisie et du Maroc.
- 1962 : Indépendance de l’Algérie.
- 1968 : Fin de l’agrandissement de la mosquée al-Harâm.
- 1979 :
  - Révolution iranienne.
  - Prise de la Grande Mosquée de La Mecque.
- 2010 : Début du Printemps arabe.